# Fussballclub Wohlen 1904 2010-2011
Questa voce raccoglie le informazioni riguardanti il Fussballclub Wohlen 1904 nelle competizioni ufficiali della stagione 2010-2011.

## Stagione
Nella stagione 2010-2011 il Wohlen, allenato da Livio Bordoli e Urs Schönenberger, concluse il campionato di Challenge League al 10º posto. In Coppa Svizzera il Wohlen fu eliminato agli ottavi di finale dal Grasshoppers.

## Rosa
| N. |                       | Ruolo | Calciatore        |
| -- | --------------------- | ----- | ----------------- |
| 1  | Italia (bandiera)     | P     | Giovanni Proietti |
| 2  | Svizzera (bandiera)   | D     | Naim Haziri       |
| 3  | Portogallo (bandiera) | D     | Fábio Santos      |
| 4  | Polonia (bandiera)    | D     | Przemysław Mądry  |
| 5  | Austria (bandiera)    | D     | Michael Winsauer  |
| 6  | Kosovo (bandiera)     | D     | Alban Pnishi      |
| 7  | Svizzera (bandiera)   | A     | Benjamin Stauber  |
| 8  | Svizzera (bandiera)   | D     | Massimo Mancino   |
| 9  | Brasile (bandiera)    | A     | Piu               |
| 10 | Svizzera (bandiera)   | C     | Alain Schultz     |
| 11 | Serbia (bandiera)     | A     | Altin Osmani      |
| 12 | Serbia (bandiera)     | C     | Arben Shtufi      |

| N. |                       | Ruolo | Calciatore           |
| -- | --------------------- | ----- | -------------------- |
| 14 | Brasile (bandiera)    | C     | Alex                 |
| 15 | Svizzera (bandiera)   | D     | Simon Roduner        |
| 16 | Italia (bandiera)     | C     | José Mamone          |
| 19 | Svizzera (bandiera)   | C     | Nico Stadelmann      |
| 20 | Montenegro (bandiera) | A     | Adan Rebronja        |
| 21 | Svizzera (bandiera)   | C     | Leonel Romero        |
| 21 | Kosovo (bandiera)     | A     | Blerim Kastrati      |
| 23 | Svizzera (bandiera)   | A     | Nenad Bijelić        |
| 24 | Svizzera (bandiera)   | C     | Michael Diethelm     |
| 25 | Grecia (bandiera)     | C     | Theodoros Karapetsas |
| 30 | Svizzera (bandiera)   | P     | Flamur Tahiraj       |
| 33 | Svizzera (bandiera)   | A     | Pascal Renfer        |

## Organigramma societario
Area tecnica
- Allenatore: Urs Schönenberger
- Allenatore in seconda: Lothar Mayer
- Preparatore dei portieri: Boris Ivkovic
- Preparatori atletici:

## Calciomercato

### Sessione estiva
| Acquisti | Acquisti         | Acquisti        | Acquisti |
| R.       | Nome             | da              | Modalità |
| -------- | ---------------- | --------------- | -------- |
| C        | Alex             | Gossau          |          |
| D        | Fábio Santos     | Tourizense      |          |
| A        | Gabe Ferrari     | Ternana         |          |
| D        | Naim Haziri      | Wil             |          |
| C        | Diego Lattmann   | Gossau          |          |
| P        | Jayson Leutwiler | Yverdon         |          |
| D        | Przemysław Mądry | Wil             |          |
| A        | Altin Osmani     | Yverdon         |          |
| A        | Piu              | Kriens          |          |
| A        | Adan Rebronja    | Vaduz           |          |
| C        | Alain Schultz    | Grasshoppers    |          |
| D        | Michael Winsauer | Team Wellington |          |

| Cessioni | Cessioni            | Cessioni     | Cessioni |
| R.       | Nome                | a            | Modalità |
| -------- | ------------------- | ------------ | -------- |
| P        | Philipp Bachmann    | Aarau        |          |
| D        | Dušan Cvetinović    | Grasshoppers |          |
| P        | David Da Costa      | Thun         |          |
| C        | George Ivanishvili  | Sciaffusa    |          |
| A        | Luca Ladner         | Sciaffusa    |          |
| D        | Oliver Maric        | Servette     |          |
| C        | Leonel Romero       | YF Juventus  |          |
| D        | Enrico Schirinzi    | Thun         |          |
| D        | Rafael Schweizer    | Bienne       |          |
| A        | Jean-Michel Tchouga | Kriens       |          |

### Sessione invernale
| Acquisti | Acquisti          | Acquisti   | Acquisti |
| R.       | Nome              | da         | Modalità |
| -------- | ----------------- | ---------- | -------- |
| P        | Flamur Tahiraj    | Sciaffusa  |          |
| A        | Pascal Renfer     | Lugano     |          |
| P        | Giovanni Proietti | Buochs     |          |
| A        | Benjamin Stauber  | Eschenbach |          |

| Cessioni | Cessioni         | Cessioni     | Cessioni |
| R.       | Nome             | a            | Modalità |
| -------- | ---------------- | ------------ | -------- |
| A        | Gabe Ferrari     | Chicago Fire |          |
| C        | Diego Lattmann   | Gossau       |          |
| P        | Jayson Leutwiler | Basilea      |          |

## Risultati

### Challenge League

#### andata
| Arbitro: | Huwiler |

|                               |           |            |
| Germann 43’ Sirufo 63’ (rig.) | Marcatori | 90’ Santos |

| Arbitro: | Circhetta |

|  |           |                                      |
|  | Marcatori | 29’ (rig.), 51’ Senger 90’ Fejzulahi |

| Arbitro: | Bieri |

|                          |           |  |
| Marazzi 85’ Bengondo 90’ | Marcatori |  |

| Arbitro: | Laperrière |

|              |           |             |
| Lattmann 90’ | Marcatori | 84’ Chatton |

| Arbitro: | Winter |

|  |           |                                       |
|  | Marcatori | 40’ Osmani 57’ Stadelmann 73’ Schultz |

| Arbitro: | Carrell |

|                           |           |             |
| Osmani 25’ Stadelmann 27’ | Marcatori | 80’ Bouamri |

| Arbitro: | Bertolini |

|                     |           |          |
| Piu 7’ Rebronja 84’ | Marcatori | 86’ Roux |

| Arbitro: | Graf |

|                           |           |                       |
| Bieli 8’ (rig.) Antić 71’ | Marcatori | 13’ Tarone 23’ Santos |

| Wohlen 2 ottobre 2010, ore 17:30 CEST 9ª giornata | Wohlen    | 0 – 0 referto | Locarno | Stadion Niedermatten (900 spett.)\| Arbitro: \| Erlachner \| |
| Arbitro:                                          | Erlachner |               |         |                                                              |

| Arbitro: | Gremaud |

|                        |           |             |
| Valente 69’ Büchel 79’ | Marcatori | 34’ Schultz |

| Arbitro: | Bieri |

|                                       |           |                 |
| Pimenta 20’ (rig.), 54’ Malfleury 37’ | Marcatori | 4’, 44’ Schultz |

| Arbitro: | Pache |

|           |           |                          |
| Tarone 4’ | Marcatori | 26’, 79’ Sabia 47’ Arlan |

| Arbitro: | Jancevski |

|                     |           |  |
| Đurić 49’ Tadić 88’ | Marcatori |  |

| Wohlen 27 novembre 2010, ore 17:30 CET 14ª giornata | Wohlen | 0 – 0 referto | Servette | Stadion Niedermatten (480 spett.)\| Arbitro: \| Hänni \| |
| Arbitro:                                            | Hänni  |               |          |                                                          |

| Arbitro: | Bertolini |

|                                          |           |             |
| Magnetti 25’, 90’ Kalu 55’ Quaresima 66’ | Marcatori | 79’ Ferrari |

#### ritorno
| Locarno 20 febbraio 2011, ore 14:30 CET 16ª giornata | Locarno | 0 – 0 referto | Wohlen | Stadio del Lido (740 spett.)\| Arbitro: \| Graf \| |
| Arbitro:                                             | Graf    |               |        |                                                    |

| Arbitro: | Carrell |

|             |           |             |
| Bijelić 90’ | Marcatori | 52’ Lenjani |

| Arbitro: | Jaccottet |

|                                   |           |  |
| Bijelić 27’ Mądry 50’ Schultz 90’ | Marcatori |  |

| Arbitro: | Gut |

|               |           |                       |
| Moussilou 19’ | Marcatori | 9’ Osmani 66’ Schultz |

| Arbitro: | Winter |

|             |           |                          |
| Bijelić 57’ | Marcatori | 9’ Pimenta 66’ Malfleury |

| Arbitro: | Carrell |

|  |           |                                   |
|  | Marcatori | 3’ (rig.), 49’ Schultz 56’ Renfer |

| Arbitro: | Huwiler |

|            |           |            |
| Romero 17’ | Marcatori | 26’ Gaspar |

| Arbitro: | Oliver |

|                             |           |                        |
| Bouziane 12’ Ciavardini 61’ | Marcatori | 17’ Schultz 42’ Osmani |

| Arbitro: | Pache |

|                    |           |                       |
| Schultz 23’ (rig.) | Marcatori | 3’ Tadić 72’ Foschini |

| Arbitro: | Graf |

|                       |           |                         |
| Renfer 1’ Stauber 15’ | Marcatori | 17’ Marazzi 24’ Aratore |

| Arbitro: | Jaccottet |

|                                            |           |  |
| Baumann 45’ Eudis 64’ Karanović 80’ (rig.) | Marcatori |  |

| Arbitro: | Gut |

|                      |           |               |
| Alex 31’ Stauber 49’ | Marcatori | 8’ Grossklaus |

| Arbitro: | Huwiler |

|  |           |                                                 |
|  | Marcatori | 10’ Alex 55’ Renfer 62’ Schultz 82’, 85’ Osmani |

| Arbitro: | Gremaud |

|           |           |           |
| Baldo 66’ | Marcatori | 5’ Pnishi |

| Arbitro: | Gut |

|                                          |           |                        |
| Alex 38’, 62’ Renfer 54’, 65’ Osmani 88’ | Marcatori | 47’ Ladner 90’ Knöpfel |

### Coppa Svizzera
| 18 settembre 2010, ore 18:00 CEST Primo turno | Eschenbach | 1 – 3 | Wohlen |  |

| 16 ottobre 2010, ore 17:30 CEST Secondo turno | Wohlen | 5 – 1 | Winterthur |  |

| 21 novembre 2010, ore 15:00 CET Ottavi di finale | Wohlen | 1 – 2 | Grasshoppers |  |

## Statistiche

### Statistiche di squadra
| Competizione     | Punti | In casa | In casa | In casa | In casa | In casa | In casa | In trasferta | In trasferta | In trasferta | In trasferta | In trasferta | In trasferta | Totale | Totale | Totale | Totale | Totale | Totale | DR |
| Competizione     | Punti | G       | V       | N       | P       | Gf      | Gs      | G            | V            | N            | P            | Gf           | Gs           | G      | V      | N      | P      | Gf     | Gs     | DR |
| ---------------- | ----- | ------- | ------- | ------- | ------- | ------- | ------- | ------------ | ------------ | ------------ | ------------ | ------------ | ------------ | ------ | ------ | ------ | ------ | ------ | ------ | -- |
| Challenge League | 37    | 15      | 5       | 6       | 4       | 22      | 20      | 15           | 4            | 4            | 7            | 23           | 24           | 30     | 9      | 10     | 11     | 45     | 44     | +1 |
| Coppa Svizzera   | -     | 2       | 1       | 0       | 1       | 6       | 3       | 1            | 1            | 0            | 0            | 3            | 1            | 3      | 2      | 0      | 1      | 9      | 4      | +5 |
| Totale           | 37    | 17      | 6       | 6       | 5       | 28      | 23      | 16           | 5            | 4            | 7            | 26           | 25           | 33     | 11     | 10     | 12     | 54     | 48     | +6 |

### Andamento in campionato
| Giornata  | 1  | 2  | 3  | 4  | 5  | 6  | 7 | 8 | 9 | 10 | 11 | 12 | 13 | 14 | 15 | 16 | 17 | 18 | 19 | 20 | 21 | 22 | 23 | 24 | 25 | 26 | 27 | 28 | 29 | 30 |
| --------- | -- | -- | -- | -- | -- | -- | - | - | - | -- | -- | -- | -- | -- | -- | -- | -- | -- | -- | -- | -- | -- | -- | -- | -- | -- | -- | -- | -- | -- |
| Luogo     | T  | C  | T  | C  | T  | C  | C | T | C | T  | T  | C  | T  | C  | T  | T  | C  | C  | T  | C  | T  | C  | T  | C  | C  | T  | C  | T  | T  | C  |
| Risultato | P  | P  | P  | N  | V  | V  | V | N | N | P  | P  | P  | P  | N  | P  | N  | N  | V  | V  | P  | V  | N  | N  | P  | N  | P  | V  | V  | N  | V  |
| Posizione | 10 | 13 | 15 | 15 | 12 | 10 | 8 | 6 | 8 | 10 | 11 | 12 | 13 | 12 | 12 | 14 | 14 | 13 | 10 | 12 | 11 | 12 | 10 | 10 | 12 | 13 | 10 | 10 | 11 | 10 |

Legenda:

Luogo: C = Casa; T = Trasferta. Risultato: V = Vittoria; N = Pareggio; P = Sconfitta.

### Statistiche dei giocatori
| A. Alex       | 23 | 4  | 3 | 1 |
| N. Bijelić    | 15 | 3  | 1 | 0 |
| M. Diethelm   | 2  | 0  | 0 | 0 |
| G. Ferrari    | 4  | 1  | 0 | 0 |
| N. Haziri     | 23 | 0  | 4 | 0 |
| T. Karapetsas | 11 | 0  | 4 | 0 |
| B. Kastrati   | 4  | 0  | 0 | 0 |
| D. Lattmann   | 10 | 1  | 1 | 0 |
| J. Leutwiler  | 15 | 0  | 1 | 0 |
| J. Mamone     | 4  | 0  | 1 | 0 |
| M. Mancino    | 23 | 0  | 5 | 0 |
| P. Mądry      | 21 | 1  | 5 | 0 |
| A. Osmani     | 26 | 7  | 0 | 0 |
| P. Piu        | 12 | 1  | 1 | 0 |
| A. Pnishi     | 16 | 1  | 2 | 0 |
| G. Proietti   | 14 | 0  | 3 | 0 |
| A. Rebronja   | 26 | 1  | 3 | 0 |
| P. Renfer     | 15 | 5  | 0 | 0 |
| S. Roduner    | 9  | 0  | 2 | 0 |
| L. Romero     | 14 | 1  | 1 | 0 |
| F. Santos     | 28 | 2  | 4 | 0 |
| A. Schultz    | 29 | 11 | 5 | 0 |
| A. Shtufi     | 1  | 0  | 0 | 0 |
| N. Stadelmann | 20 | 2  | 4 | 1 |
| B. Stauber    | 7  | 2  | 0 | 0 |
| F. Tahiraj    | 1  | 0  | 0 | 0 |
| D. Tarone     | 15 | 2  | 2 | 0 |
| M. Winsauer   | 30 | 0  | 3 | 0 |